# Gytha Thorkelsdóttir
Gytha Thorkelsdóttir (Gȳða Þorkelsdōttir en inglés antiguo, c 997 - c 1069), fue hija de Thorgil Sprakling. Se casó con el noble anglosajón Godwin de Wessex.
Tuvo una gran familia, de la cual cinco hijos se convirtieron en condes en un momento u otro:
1. Ælfgifu de Wessex (c. 1035).
2. Edith de Wessex (m. 19 de diciembre de 1075), reina consorte de Eduardo el Confesor.
3. Gunhilda de Wessex (c. 1035-1080), monja.
4. Gyrth Godwinson (c. 1030 - 14 de octubre de 1066).
5. Haroldo II de Inglaterra (c. 1022 - 14 de octubre de 1066).
6. Leofwine Godwinson (c. 1035 - 14 de octubre de 1066), conde de Kent.
7. Sweyn Godwinson (m. 1052), conde de Herefordshire. En algún momento se declaró hijo ilegítimo de Canuto el Grande, pero esto es considerado como una afirmación falsa.
8. Tostig Godwinson (c. 1026 - 25 de septiembre de 1066), conde de Northumbria.
9. Wulfnoth Godwinson (c. 1040-1094).

Dos de sus hijos, Harold y Tostig, se enfrentaron en la batalla de Stamford Bridge, donde Tostig fue muerto. Menos de un mes después, tres de sus hijos, Harold, Gyrth y Leofwine, murieron en la batalla de Hastings.
Poco después de la batalla de Hastings, Gytha estaba viviendo en Exeter y puede haber sido la causa de la rebelión de esa ciudad contra Guillermo el Conquistador en 1067, que resultó en el sitio de la ciudad. Ella le había rogado infructuosamente que le devolviera el cuerpo de su hijo muerto, el rey Harold. Según la Crónica anglosajona, Gytha dejó Inglaterra después de la conquista normanda, junto con las esposas o viudas y familias de otros prominentes anglosajones, habiendo sido confiscadas por Guillermo todas las propiedades de la familia de Godwin. Poco más se sabe de la vida de Gytha después de ese tiempo, aunque es probable que ella fuera a Escandinavia (como su nieta y homónima), donde tenía parientes.
Su hijo más joven y sobreviviente, Wulnoth, vivió casi toda su vida cautivo en Normandía hasta la muerte del conquistador en 1087. Sólo su hija mayor, la reina Edith (m. 1075), aún mantuvo algo de poder (aunque nominal) como viuda de Eduardo el Confesor.